# Лаваль, Антоний Яковлевич
Антоний Яковлевич Лаваль (Antoine de la Valle) — австрийский инженер.
По происхождению француз, был на службе у Петра I. После взятия Азова царь поручил Лавалю создание оборонительной системы на азовском побережье. Жестокий и надменный, Лаваль измучил войска, выгоняя на работы даже больных, не делая исключений и для таких праздников, как Пасха и Благовещение. Этим пользовались беглые попы и монахи, для подстрекания войск к бунту; были отдельные случаи неповиновения, а на жизнь Лаваля было совершено несколько покушений. Вскоре после этого Лаваля обвинили в измене; боярину Прозоровскому были доставлены письма Лаваля, в которых он говорил о своём намерении бежать и перейти на турецкую службу. Лаваль был арестован и доставлен в 1699 году в Москву, По словам Плейра, было решено в случае мира с турками вернуть Лавалю свободу, а в случае войны — отрезать ему нос и уши и сослать в Сибирь. Дальнейших сведений о Лавале нет.